# Kepler-29
 (juin 2025).
Désignations
Kepler-29 est une étoile située dans la constellation du Cygne, à environ 832,53 parsecs de la Terre.

## Caractéristiques physiques
Sa température effective est d'environ 5378 K.
Sa masse est estimée à 0,76 fois celle du Soleil.
Son rayon est d'environ 0,73 fois celui du Soleil.
Sa luminosité est d'environ 0,5 fois celle du Soleil.

## Observation
Ses coordonnées célestes sont : ascension droite 19h 53m 23,61s, déclinaison +47° 29′ 28,69″.

## Système planétaire
| Planète     | Masse   | Demi-grand axe (ua) | Période orbitale (jours) | Excentricité | Inclinaison | Rayon   |
| ----------- | ------- | ------------------- | ------------------------ | ------------ | ----------- | ------- |
| Kepler-29 b | 0,02 MJ | 0,08                | 10,34                    | 0,000        | 89,13°      | 0,23 RJ |
| Kepler-29 c | 0,01 MJ | 0,10                | 13,29                    | 0,000        | 89,97°      | 0,21 RJ |